# Benoît Charest
Benoît Charest (pronúncia em francês: [bənwa ʃaʁɛ]; 1964) é um guitarrista e compositor canadense. Ele é mais conhecido pela organização da trilha sonora do filme animado Les Triplettes de Belleville (2003), pelo qual venceu o César Award e o Los Angeles Film Critics Association; pela canção "Belleville Rendez-vous" em particular, foi indicado ao Oscar de melhor canção original.